# Armstrongs blanding
Armstrongs blanding (Armstrong's mixture) er en blanding af rødt fosfor (P) og kaliumperklorat (KClO4) i forholdet 30:70 (volumen). I stedet for perklorat kan man bruge kaliumklorat (KClO3).
Dette er en af de kraftigste typer krudt, som bl.a. bruges i hundepropper og knaldperler. I en hundeprop er der ca. 10 miligram af Armstrongs blanding.
Bruges der kaliumklorat i blandingen, og ikke kaliumperklorat, kan den let antænde ved slag eller friktion. 30 gram af denne blanding kan ved antænding pulverisere alt inden for 2 meter. (Forudsat at de rigtige, rene og finkornede kemikalier er brugt). Sprængkraften skyldes, at kaliumklorat er et effektivt oxidationsmiddel, ligesom som kaliumperklorat er, og det gør blandingen ustabil. Netop dette har været skyld i, at op til flere fyrværkerifabrikker er røget i luften.
 Der er for få eller ingen kildehenvisninger i denne artikel, hvilket er et problem. Du kan hjælpe ved at angive troværdige kilder til de påstande, som fremføres i artiklen.